# Sittelle à poitrine rousse
Sitta canadensis
Espèce
Statut de conservation UICN

 LC  : Préoccupation mineure
La Sittelle à poitrine rousse (Sitta canadensis), aussi appelée Sittelle du Canada, est une espèce de passereaux appartenant à la famille des Sittidae.

## Description
La sittelle à poitrine rousse mesure entre 10,2 et 12,4 cm de longueur. Elle a un bandeau noir qui traverse l'œil et contraste avec le sourcil blanc. Comme son nom l'indique, sa poitrine est de couleur rousse. Son dos est bleu-gris. Sitta canadensis a de courtes pattes et descend le long des troncs d'arbres la tête en bas. Son corps est aplati et sa tête est relativement grosse. La femelle se distingue du mâle par une couleur plus pâle de la poitrine et de la calotte.
Elle est un peu plus petite que la Sittelle à poitrine blanche, qui mesure entre 13 et 15 cm. La sittelle à poitrine rousse est la seule sittelle du Canada qui ait une rayure superciliaire blanche. Elle émet un cri qui ressemble à "gniac-gniac-gniac", nasillard et plus aigu que celui de la Sittelle à poitrine blanche.

## Habitat
La sittelle à poitrine rousse fréquente les forêts de conifères ou les forêts mixtes de préférence. En hiver, on peut la retrouver dans d'autres types de forêts, comme les forêts d'arbres à feuilles caduques. La majorité des individus de cette espèce sont sédentaires, cependant, quelques individus s'envolent vers le sud à l'arrivée du temps froid.

## Alimentation
Durant l'hiver, la sittelle à poitrine rousse se nourrit essentiellement de graines de cônes de conifères. Elle visite les mangeoires où elle choisit les morceaux de suif, les graines et les noix. La sittelle à poitrine rousse a l'habitude de cacher de la nourriture dans les fentes de l'écorce des arbres. Ces provisions l'aident à passer au travers des périodes où la nourriture se fait moins abondante. Aux mangeoires, on peut assister à des comportements agressifs et des querelles. Ces oiseaux peuvent être apprivoisés.
Elle se nourrit aussi d'insectes, de larves et d’œufs d'insectes qu'elle trouve sous l'écorce des arbres. Dans les vergers de l'ouest du Canada, sa présence permet d'atténuer la prolifération du psylle du poirier. Les propriétaires de ces vergers construisent des nichoirs pour attirer les sittelles et les inciter à s'installer sur leurs plantations.

## Reproduction
La reproduction des sittelles à poitrine rousse se fait au printemps, de mai à juillet. Ces oiseaux sont monogames. Ils forment une paire à l'hiver ou au début du printemps et resteront ensemble pendant 1 an ou plus. Le couple n'aura qu'une ponte par année. Les sittelles à poitrine rousse défendent leur territoire durant la saison de la reproduction. Les 2 adultes sont impliqués dans la confection du nid. Le couple creuse une cavité dans des arbres vivants ou morts, ou utilisent un trou créé par un pic. Cette cavité mesure environ 20 cm de longueur et est tapissée de fragments d'écorce, de brins de foin, de racines et de poils. Les œufs sont déposés sur des copeaux au fond du nid. Le nid peut être creusée soit par le mâle ou la femelle. Il se situe à une hauteur variant entre 0,5 et 36 m. L'ouverture du nid est enduite de résine de conifères.
La femelle pond 4 à 7 œufs blanc pur, marqués de points brun rougeâtre. Elle ne pond qu'un œuf par jour et elle s'occupera de l'incubation qui durera 12 jours. Durant l'incubation, le mâle apportera de la nourriture à la femelle afin qu'elle puisse passer le plus de temps possible au nid. Les petits sont nourris d'insectes et de petits invertébrés pendant 2 ou 3 semaines. Ensuite, ils quittent le nid mais continuent de suivre les parents pendant encore quelques semaines.
Peu d'informations sont disponibles au sujet du développement des petits dans le nid.

## Parasites
La Sittelle à poitrine rousse peut être l'hôte de certains parasites comme les protistes Leucocytozoon ou Trypanosoma.

## Distribution géographique

Carte de répartition
Présent à l'année
Aire d'hivernage

La sittelle à poitrine rousse niche dans les forêts de conifères du sud-est de l'Alaska jusqu'à Terre-Neuve. Au sud, elle se retrouve jusqu'au sud de la Californie, au sud-est de l'Arizona, au Wyoming, au Dakota du Sud, au Minnesota, au Michigan, au Tennessee, en Caroline du Nord, dans l'État de New York et au Massachusetts.

## Galerie

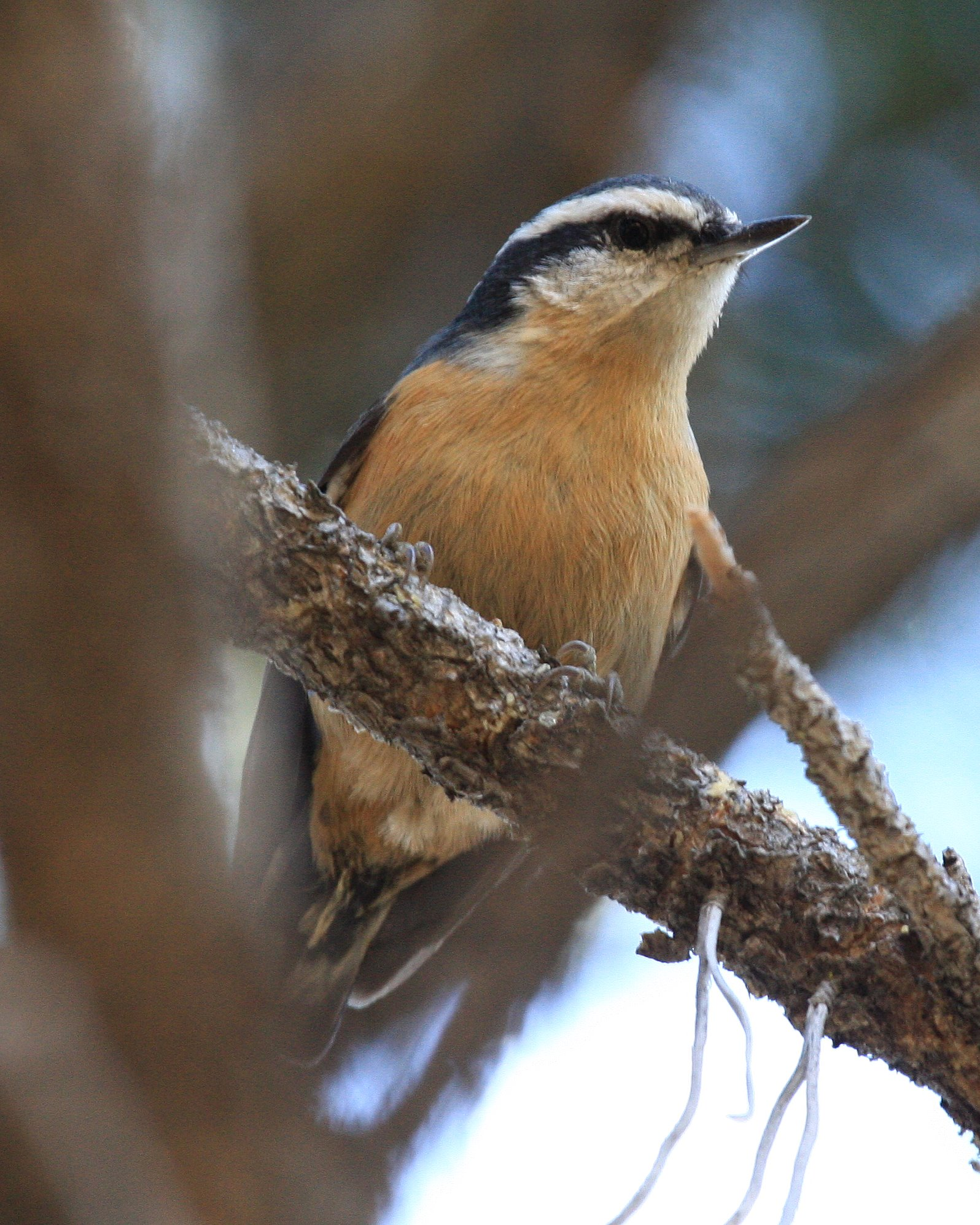
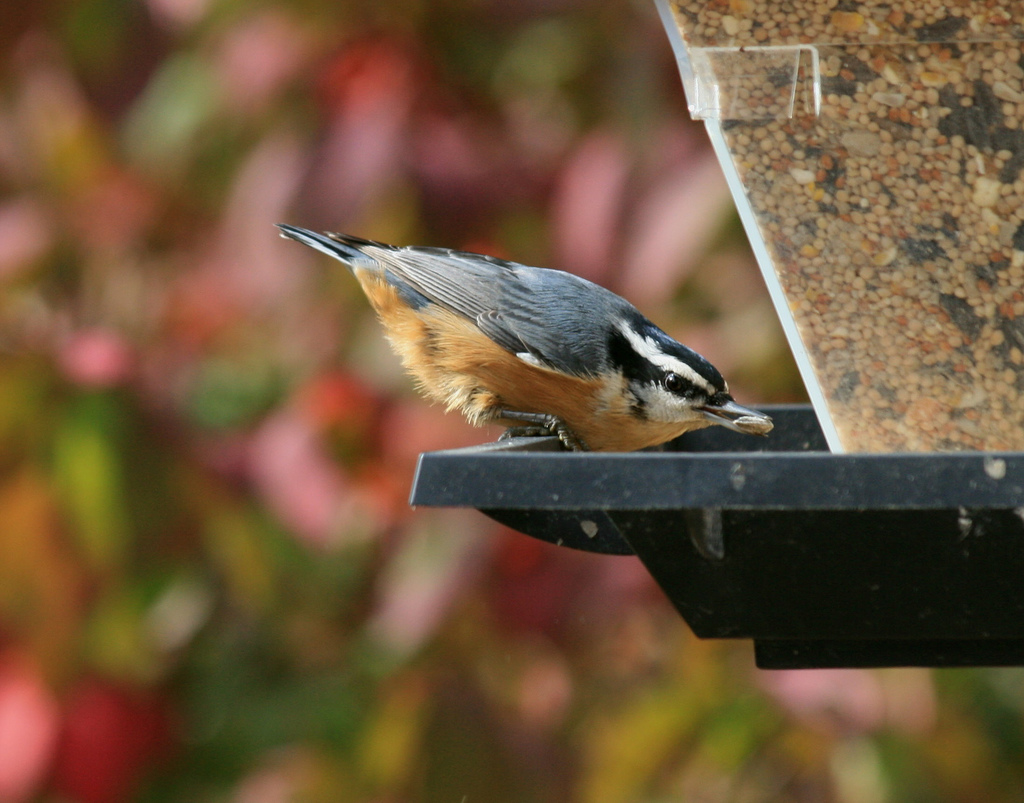
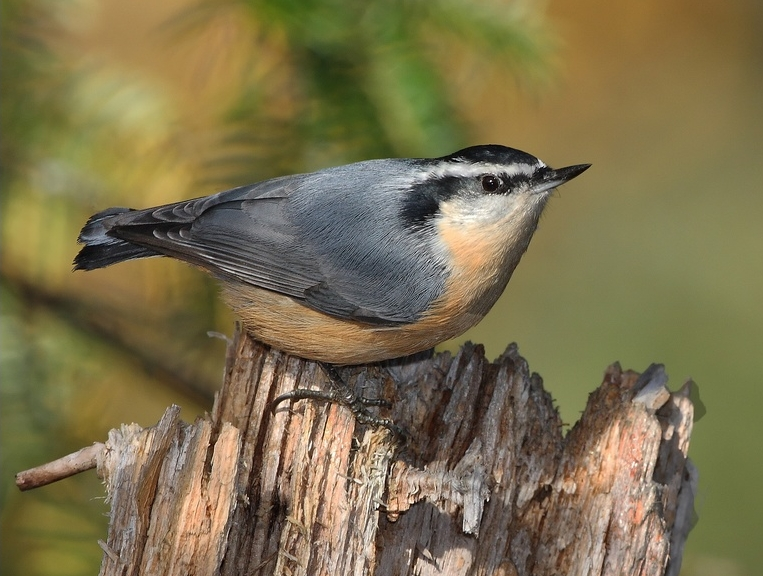
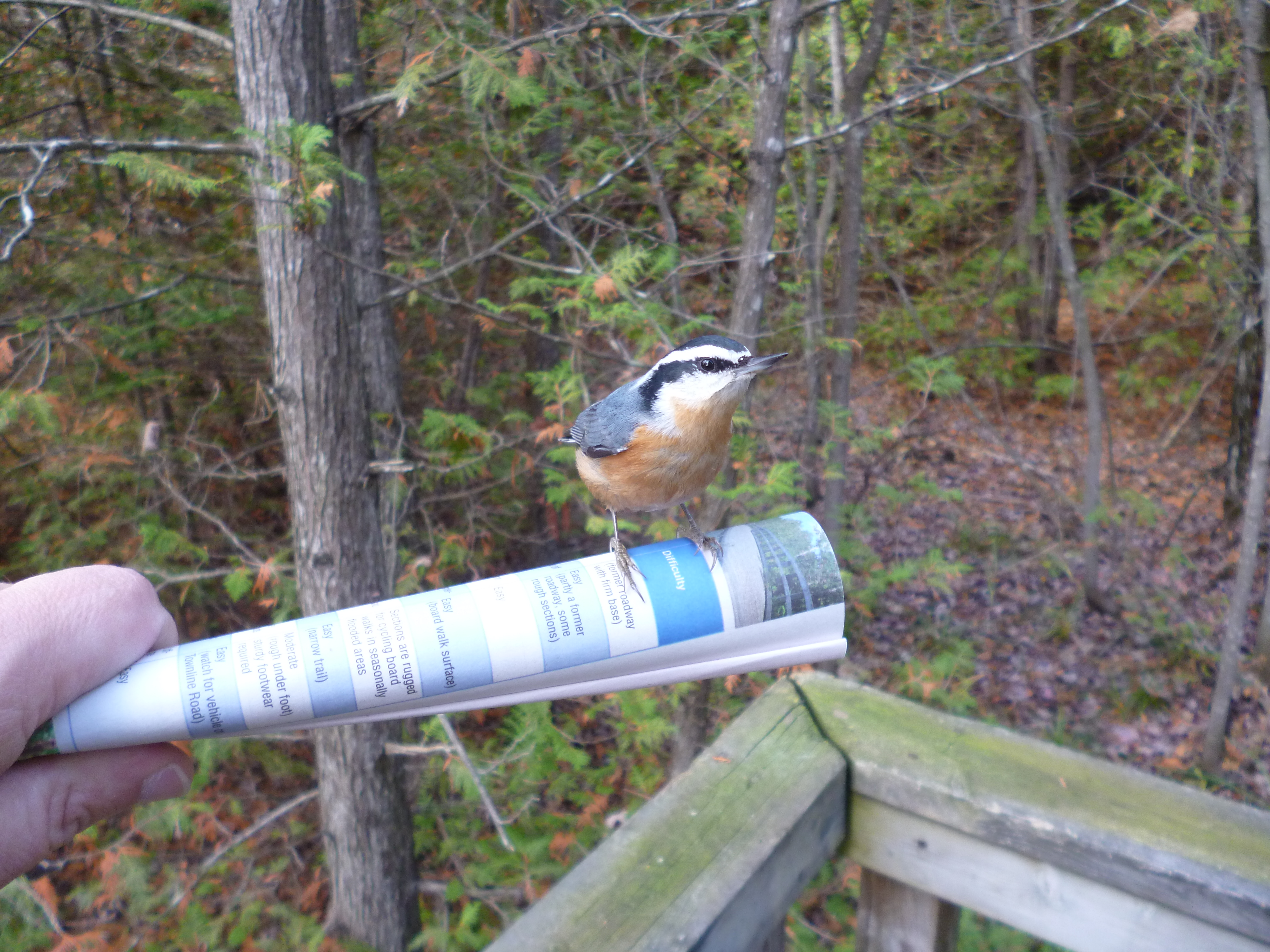
Sittelle à poitrine rousse, aperçue au Parc provincial MacGregor Point, en Ontario.